# Uganda Airlines
Fly the Crane to the Pearl of Africa

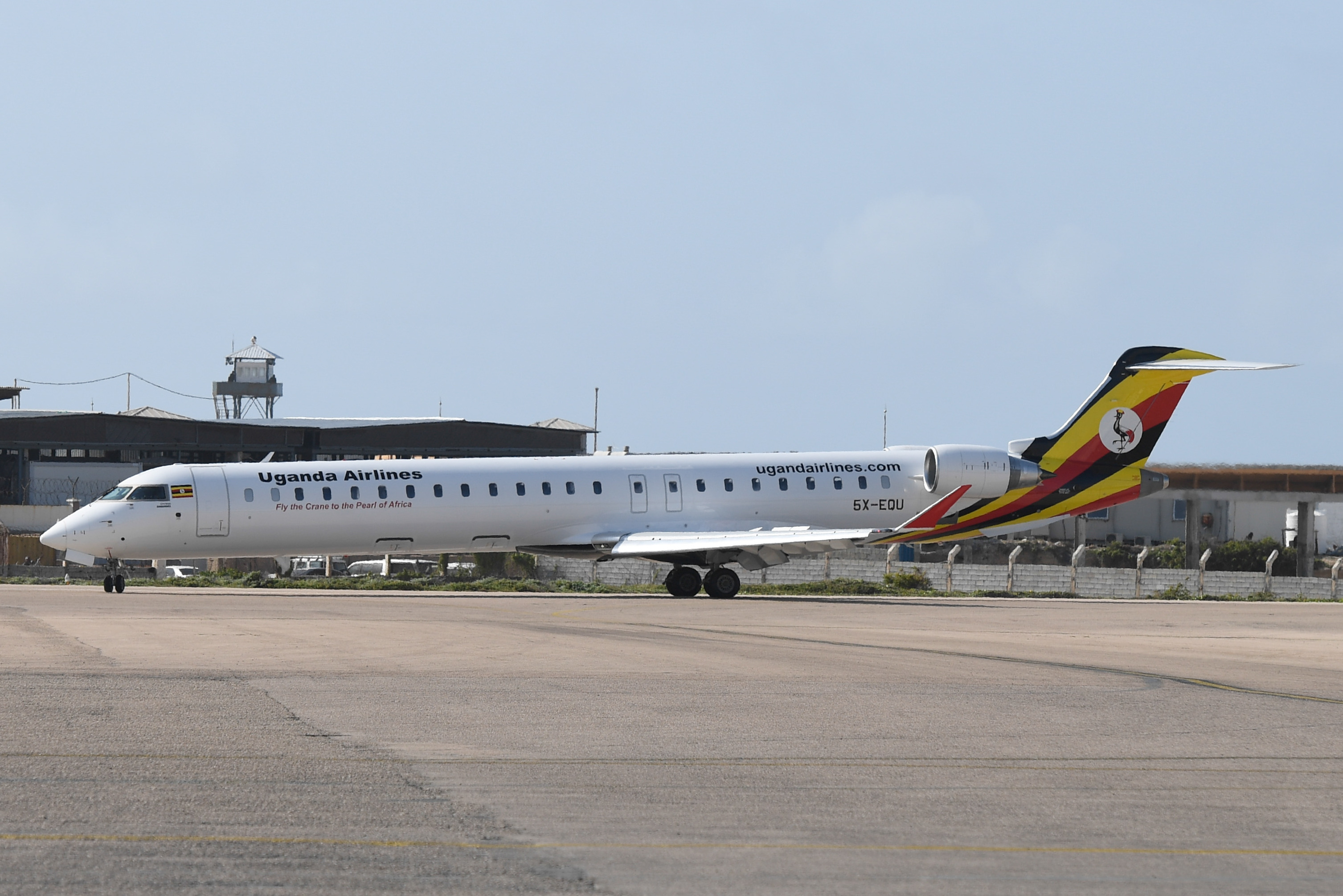
Uganda Airlines 5X-EQU, Bombardier CRJ-900

Uganda Airlines est le transporteur national de l'Ouganda. La compagnie succède à  des compagnies aériennes plus anciennes d'Ouganda qui ont fonctionné de 1977 à 2001,. Ses opérations ont débuté en août 2019 .
Le siège social de la société se situe à l'aéroport international d'Entebbe, dans le district de Wakiso, à environ 34 km, par la route, au sud du quartier central des affaires de Kampala, la capitale et la plus grande ville d'Ouganda.

## Histoire
À la suite d'études de marché et de larges consultations, le gouvernement ougandais choisit de relancer Uganda Airlines, prévoyant une flotte de six nouveaux avions dont deux avions long-courrier Airbus A330-800 et quatre autres avions régionaux de type CRJ900. Les études recommandaient une prise de participation par le gouvernement d'environ 70 millions de dollars EU et des prêts totalisant 330 millions de dollars EU, empruntés à des prêteurs régionaux, tels que la Banque du commerce et de développement, pour finaliser l'achat.
En mai 2018, The EastAfrican a rapporté que le gouvernement ougandais avait effectué un petit dépôt monétaire sur chacun des six avions, pendant qu'il conclut les accords de financement définitifs. Le premier lot d'avions CRJ900 était attendu en novembre 2018, tandis que la livraison des avions A330-800 était prévue en décembre 2020.
Au 19 mars 2019, selon Ephraim Bagenda, directeur général de la société à l'époque, 12 pilotes et 12 copilotes (au total 24 équipages de cockpit), tous Ougandais, avaient terminé leur formation et leur certification sur le CRJ900-ER. Les deux premiers jets régionaux étaient attendus en Ouganda en avril 2019. Le troisième avion devait être livré en juillet 2019 et le quatrième CRJ900 était attendu en septembre 2019. Entre avril et juin 2019, la compagnie aérienne prévoyait d'obtenir un certificat d'exploitant aérien (AOC) de l'Autorité ougandaise de l'aviation civile et de commencer ses opérations d'ici le 30 juin 2019. Le 8 avril 2019, la date de livraison prévue pour les deux premiers jets (5X-EQU et 5X-KOB) était le mardi 23 avril 2019,,.
En avril 2019, la livraison du premier Bombardier CRJ900 a été confirmée comme intervenant le 23 avril 2019 et celle du premier Airbus A330-800 le premier semestre 2021.
Le 27 juillet 2019, l'Autorité ougandaise de l'aviation civile a décerné à la Compagnie aérienne nationale ougandaise un certificat d'opérateur aérien, finalisant un processus de certification en cinq étapes et trois mois qui a autorisé la compagnie aérienne à commencer ses opérations commerciales. Le 2 août 2019, la compagnie aérienne a annoncé la date de lancement le 28 du même mois, avec des vols vers Nairobi, Mogadiscio, Dar es Salaam, Juba, le Kilimandjaro, Mombasa et Bujumbura.
Le matin du 28 août 2019, Uganda Airlines a effectué son premier vol commercial d'Entebbe à l'aéroport international Jomo Kenyatta (JKIA) avec huit passagers à bord.
Le 13 novembre 2019, Uganda Airlines a lancé le premier vol vers l'aéroport international du Kilimandjaro; achevant ainsi la première phase des opérations sur sept routes, qui a débuté avec des vols vers l'aéroport international Jomo Kenyatta près de trois mois plus tôt.
Le 16 décembre 2019, Uganda Airlines a commencé un service commercial régulier de passagers vers Zanzibar en Tanzanie. Le service trois fois par semaine a porté le nombre de destinations de la compagnie aérienne à huit dans la deuxième phase de l'expansion des routes.
Le 1er octobre 2020, après une pause de six mois dans le service passagers régulier, en raison des restrictions de voyage imposées à la suite de la pandémie COVID-19, Uganda Airlines a repris le service passagers régulier, de manière progressive. Ce jour-là, le hub de la compagnie aérienne, l'aéroport international d'Entebbe, fermé au trafic passagers depuis mars 2020, a été ouvert pour la reprise du service passagers.
Le 18 décembre 2020, Uganda Airlines a lancé des vols commerciaux à destination de Kinshasa en République démocratique du Congo. L'opération trois fois par semaine a étendu le réseau en expansion de la compagnie aérienne à dix destinations.

## Destinations
Il est prévu que lorsque l'aéroport international de Kabaale sera achevé en 2021, un réseau de vols vers des destinations locales, régionales et internationales, sera développé autour du nouvel aéroport.
Avec les deux avions A330-800 attendus en décembre 2020 et janvier 2021, Uganda Airlines devrait commencer ses vols vers l'Europe, l'Asie et le Moyen-Orient au cours du premier trimestre de 2021. Les destinations intercontinentales et intracontinentales envisagées comprennent: l'aéroport d'Heathrow, l'aéroport international de Dubaï, l'aéroport international de Guangzhou Baiyun, l'aéroport international de Mumbai, les aéroports d' Afrique de l'Ouest et les aéroports d'Afrique australe,.
En octobre 2020, Uganda Airlines annonce avoir reçu l'approbation réglementaire pour commencer un service de passagers régulier vers l'Afrique du Sud,.
Le 2 mars 2021, il a été signalé que la compagnie aérienne commencerait un service régulier cinq fois par semaine entre Entebbe et Londres Heathrow le 28 mars 2021, avec son Airbus A330-800.

## Flotte
En février 2021, la compagnie aérienne exploite les avions suivants,:
| Appreil             | En Service | Commandés | Passagers | Passagers | Passagers | Passagers | Notes |
| Appreil             | En Service | Commandés | C         | P         | Y         | Total     | Notes |
| ------------------- | ---------- | --------- | --------- | --------- | --------- | --------- | ----- |
| Airbus A330-800     | 2          | 2         | 20        | 28        | 210       | 258       | ,     |
| Bombardier CRJ900ER | 4          | —         | 12        | —         | 64        | 76        | ,     |
| Total               | 6          | —         |           |           |           |           |       |

En février 2019, le premier des quatre avions CRJ900 commandés par Uganda Airlines a effectué son premier vol d'essai avec la livrée de la nouvelle compagnie aérienne. Le 29 mars 2019, le parlement ougandais a approuvé une demande du gouvernement ougandais d'un montant de 280 milliards de dollars EU (env. 76 millions de dollars), pour payer les deux premiers CRJ900, qui devraient arriver en Ouganda en avril 2019.
Les troisième et quatrième avions CRJ900 ont été livrés mi-octobre 2019, selon le ministère ougandais des Travaux publics et des Transports. Le 5 octobre 2019, les troisième et quatrième CRJ900, immatriculés  respectivement 5X-KDP et 5X-KNP ont quitté Montréal, Canada pour leur voyage de livraison à Entebbe, en Ouganda,, y atterrissant le 7 octobre 2019.
Le 8 avril 2019, la compagnie aérienne a confirmé sa commande de deux A330-841. Le 16 octobre 2020, le premier des deux A330-841 commandés par la compagnie aérienne, immatriculé 5X-NIL, a quitté l'atelier de peinture de Toulouse, en France, avec la livrée de la compagnie aérienne. La livraison du premier avion a eu lieu le 21 décembre 2020,,,.
À cette date, Airbus a remis le premier des deux A330-841 commandés par la compagnie aérienne en 2018 à une délégation de responsables du gouvernement ougandais, dirigée par le général Katumba Wamala, alors ministre ougandais des travaux et des transports. Une équipe de pilotes ougandais a fait voler l'avion de Toulouse à Entebbe le 22 décembre 2020, sous le numéro de vol UR404,.
Le 2 février 2021, le deuxième des deux A330-841, numéro immatriculé 5X-CRN, a été livré de Toulouse à Entebbe sous le numéro de vol UR406, portant le nombre de flotte de la compagnie à six avions.

## Gouvernance
La compagnie aérienne est dirigée par un conseil d’administration de sept personnes, dont les suivants, :
1. Jenifer Bamuturaki (économiste) : président
2. Benon Kajuna (économiste des transports) : Représentant le ministère ougandais des travaux publics et des transports
3. Godfrey Ssemugooma : Représentant le ministère ougandais des finances, de la planification et du développement économique
4. Catherine Asinde Poran : Administratrice indépendante, non exécutive
5. Rehema Mutazindwa : Administrateur indépendant, non exécutif
6. Charles Hamya : Administrateur indépendant, non exécutif
7. Stephen Aziku Zua : Administrateur indépendant et non exécutif.

## Personnel
En septembre 2018, la compagnie aérienne a publié des annonces dans la presse écrite locale pour le personnel potentiel de la compagnie aérienne, y compris les directeurs de la maintenance, de l'ingénierie, des affaires commerciales et des finances. Des responsables de la qualité, des ressources humaines, des opérations au sol, des ventes et du marketing, des services de cabine et des responsables de la planification sont également recherchés pour le recrutement. Les pilotes, le personnel de cabine, les agents de billetterie, les agents des ressources humaines, le personnel informatique, les directeurs de gare et les comptables figurent parmi les nombreux postes disponibles. En février 2019, The Independent a rapporté qu'un total de seize pilotes sur les vingt-quatre recrutés avaient été envoyés en formation sur l'exploitation du CRJ900. Huit ont été envoyés à Mirabel, près de Montréal, où les jets sont assemblés. Huit autres ont été envoyés dans un établissement en France. Lorsque la compagnie aérienne sera pleinement fonctionnelle, trente-six pilotes au total auront été recrutés et formés. En avril 2019, 200 postes sur environ 400 postes vacants avaient été pourvus.
En octobre 2019, le conseil d'administration de la compagnie aérienne a entamé la recherche d'un nouveau président-directeur général. Le PDG de l'époque, Ephraim Bagyenda, a été réaffecté au poste de directeur de l'ingénierie et de la maintenance. Cornwell Muleya, directeur technique de la compagnie aérienne, a été nommé PDG, à titre intérimaire. En juillet 2020, la recherche d'un PDG substantiel était en cours. Dans l'intervalle, le contrat de Cornwell Muleya en tant que PDG par intérim a été prolongé jusqu'en février 2021.
En février 2021, selon le magazine d'information The Independent, Uganda, Uganda Airlines employait 50 pilotes, dont cinq (10 %) étaient des femmes et 45 (90 %) des hommes. Sur les 50 pilotes, 42 (84 pour cent) étaient des ressortissants ougandais. Deux femmes pilotes ; Vanita Kayiwa et Tina Drazu, sont premiers officiers sur l'A330-800.

## Actionnariat
La compagnie aérienne est détenue conjointement par deux ministères ougandais du Cabinet ; le Ministère des finances, de la planification et du développement économique et le Ministère des travaux publics et des transports, sur une base de 50/50.

## Associations et adhésions
En septembre 2019, Uganda National Airlines Company Limited a été admise en tant que membre de l'Association des compagnies aériennes africaines (AFRAA).
En février 2021, Uganda Airlines a signé un accord avec Rolls-Royce Limited, le constructeur des moteurs A330-800 de la compagnie aérienne, attribuant la maintenance des moteurs à Rolls-Royce, dans le cadre de leur programme TotalCare. Avec cet accord, Rolls-Royce sera chargé de gérer la maintenance des moteurs A330neo Trent 7000 d'Uganda Airlines. La compagnie aérienne sera facturée selon un mécanisme de paiement en dollars par heure de vol.

## Accords interlignes
À compter de mars 2021, Uganda Airlines maintient un accord avec Emirates Airlines.

## Tendances commerciales
Des comptes détaillés complets sont rarement publiés, même si, par intermittence, certains chiffres sont rendus publics par la haute direction ou le gouvernement, ou dans les rapports budgétaires du gouvernement. Les tendances disponibles sont indiquées ci-dessous,.
|                                             | 2019   | 2020    | 2021 |
| ------------------------------------------- | ------ | ------- | ---- |
| Chiffre d'affaires (en milliards de USh)    |        | 40      |      |
| Chiffre d'affaires (en millions de US$)     |        | 9.98    |      |
| Bénéfice net / pertes (en milliards de USh) | (15.3) | (102.4) |      |
| Bénéfice net / pertes (en millions de US$)  | (4.18) | (27.98) |      |
| Nombre d'employés (en fin d'année)          |        | 400     |      |
| Nombre de passagers (en millions)           |        | 0.12    |      |
| Taux de remplissage (%)                     |        | 47%     |      |
| Nombre d'appareils (en fin d'année)         | 2      | 5       |      |

## Prix et récompenses
En mars 2021, Uganda Airlines a reçu le prix de la plus jeune flotte d'avions au monde, décerné par Ch-Aviation, un collecteur d'informations et éditeur basé dans la ville de Coire, en Suisse. La publication citait que l'âge moyen des avions de la flotte de Uganda Airlines s'établissait à environ 1 an en mars 2021.